# Martin Cooper (uitvinder)

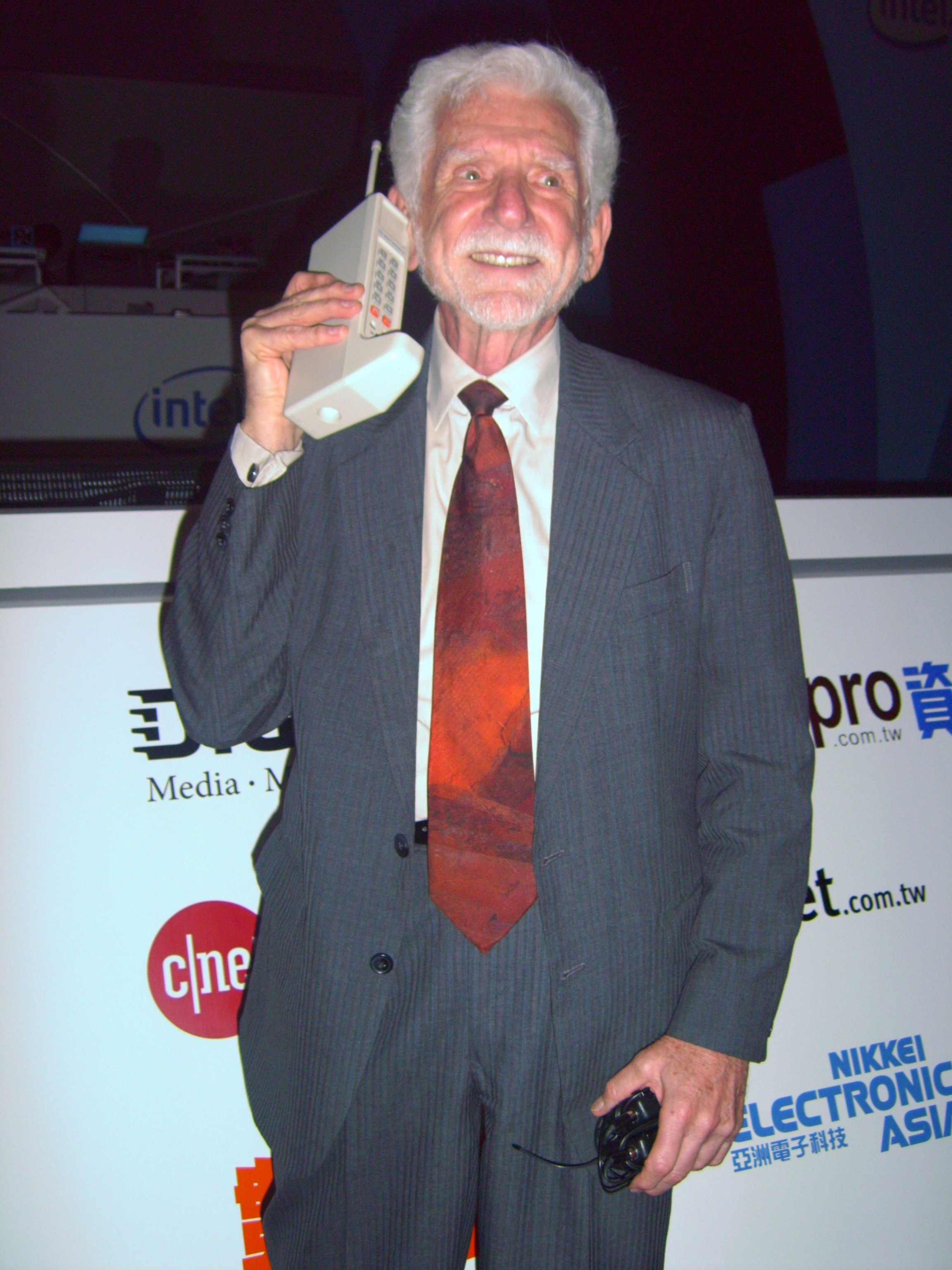
Martin Cooper in 2007 op een forum in Taipei.

Martin Cooper (Chicago, 26 december 1928) is een Amerikaans uitvinder en ondernemer. Begin jaren zeventig leidde hij bij Motorola het onderzoeksteam dat de eerste draagbare mobiele telefoon ontwikkelde.

## Biografie
Cooper groeide op in Chicago tijdens de Grote Depressie. Zijn ouders waren immigranten uit Oekraïne, van onder Kiev. In 1950 verkreeg hij een tweedegraadsdiploma elektrotechniek aan het Illinois Institute of Technology. Vervolgens trad hij toe tot het Reserve Officiers Training Corps en diende hij op een Amerikaanse torpedobootjager tijdens de Koreaanse Oorlog en op een onderzeeboot gestationeerd op Hawaï.
Na de oorlog verliet Cooper de marine en trad in dienst van de Teletype Corporation, een dochteronderneming van Western Electric. In 1954 werd hij bij Motorola aangenomen. Terwijl hij overdag werkte, studeerde hij in avonduren. In 1957 behaalde hij een mastergraad in de elektrotechniek aan het  Illinois Institute of Technology, waarna hij in de avonduren lesgaf aan die universiteit.
In 1960 werd John F. Mitchell benoemd tot hoofdtechnicus van Motorola's mobiele communicatieprojecten en werd Coopers direct leidinggevende. Bij Motorola voerde Cooper diverse verbeteringen door op het gebied van de telecommunicatie. Daarnaast werkte hij aan de ontwikkeling van draagbare producten, waaronder in 1967 een draagbare politieradio voor de Chicago politiedienst.
Begin jaren zeventig werd Cooper door Mitchell aan het hoofd gezet van Motorola's autotelefoondivisie. Dit zou uiteindelijk leiden tot Motorola's onderzoek naar mobiele telefonie. Cooper voorzag een visionaire toekomst waarin mobiele telefoons niet alleen in auto's toepasbaar waren, maar zo klein en licht werden dat ze door iedereen op straat gebruikt konden worden. Na veel onderzoek en ontwikkeling kon Cooper in 1973 de eerste draagbare mobiele telefoon bouwen en testen.
Cooper verliet Motorola voordat de verkoop van mobiele telefoons aan consumenten op gang kwam. Met een aantal partners begon Cooper een bedrijf dat factuursystemen aanbood voor mobieletelefonieaanbieders. In 1986 verkochten ze het bedrijf voor 23 miljoen dollar aan Cincinnati Bell. Cooper richtte samen met Richard Roy, onderzoeker bij Stanford-universiteit, en Arnaud Safferi in 1992 het bedrijf ArrayComm op. Het bedrijf specialiseert zich in het verbeteren van mobiele telefoonnetwerken, slimme antennes en draadloze communicatie.
Hij en zijn vrouw zijn ook de uitvinders van de Jitterbug, een vereenvoudigde mobiele telefoon voor senioren.

## Mobiele telefonie
Op 3 april 1973, staand op Sixth Avenue in New York nabij het New York Hilton hotel – waar later die dag een persconferentie zou worden gehouden – voerde Cooper het eerste mobiele telefoongesprek. De mobiele telefoon, een DynaTAC, was draadloos verbonden met een basisstation op het dak van het Burlington House aan de overkant van de straat, dat aangesloten was op het vaste AT&T-telefoonnetwerk. Het eerste gesprek dat Cooper voerde, was met Joel S. Engel, hoofd onderzoek bij Bell Labs en de grote concurrent op het gebied van mobiele telefonie.
Echt handig was de eerste mobiele telefoon nog niet. Zijn prototype was zo groot als een baksteen en woog bijna 1,1 kilogram. Ondanks deze succesvolle demonstratie zou het tot 1983 duren voordat Motorola de DynaTAC-telefoon voor consumentengebruik op de markt bracht, vooral omdat het management meer zag in de potentie van autotelefonie. Pas vanaf de jaren negentig zou de mobiele telefoon alledaags gebruiksgoed worden.

## Erkenning
In 1995 werd Cooper onderscheiden met de Wharton Infosys Business Transformation Award voor zijn technologische innovaties op het gebied van communicatie. Cooper is tevens lid van Mensa. In 2009 ontving Cooper, samen met Ray Tomlinson, de Spaanse Prins van Asturias-prijs voor wetenschappelijk en technologisch onderzoek. In september 2013 ontving Martin Cooper een eredoctoraat van de Universiteit Hasselt.